# شاهزاده اویگن، شوالیه نجیب‌زاده

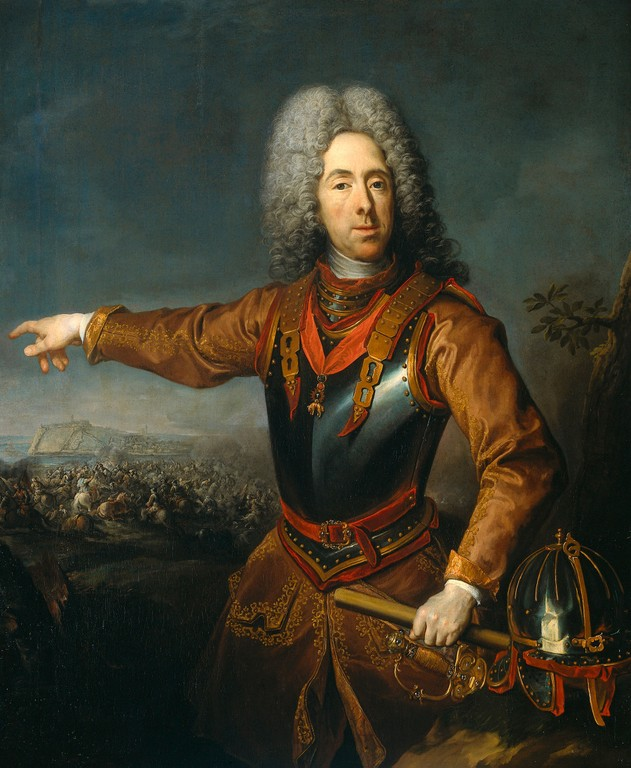
شاهزاده اوژن دو ساووا

شاهزاده اوژن، شوالیه نجیب‌زاده (به آلمانی: Prinz Eugen, der edle Ritter) عنوان ترانه فولکلور آلمانی است که در وصف پیروزی شاهزاده اوژن دو ساووا در سال ۱۷۱۷ در بلگراد در خلال جنگ اتریش-عثمانی (۱۷۱۸-۱۷۱۶)، سروده شده‌است.

## موضوع
ترانه روایتی از نبرد بلگراد (۱۷۱۷) است. متن ترانه از حیث دقت تاریخی بر دو جنبه است: یک اینکه روز حمله نهایی به مدافعان (اتریشی‌ها) در متن ترانه در تاریخ ۲۱ اوت ذکر شده حال آنکه این روز در واقع ۱۶ اوت بوده‌است و دو اینکه در متن ترانه سخن از کشته شدن یکی از برادران اوژِن به نام لوییس (در متن ترانه: Prinz Ludewig) به میان آمده‌است.

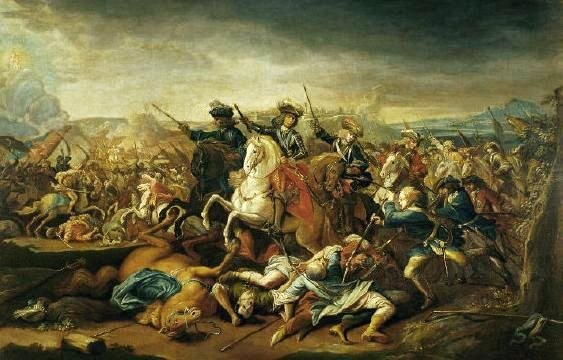
اوژن دو ساووا در طول نبرد بلگراد

اوژِن دو برادر به نام لوییس داشت ولی هیچ‌یک از آن‌ها در بلگراد کشته نشدند. برادر کوچکتر او لوییس جولیوس (۱۶۸۳–۱۶۶۰) قبل از کشته شدن اوژِن به دست تاتارهای کریمه در پِترونِل (Petronell) به خدمت امپراتوری (اتریش) درآمده بود در حالی که برادر بزرگتر او لوییس توماس (۱۷۰۲–۱۶۵۷) در محاصره لانداو (۱۷۰۲) کشته شده بود.

## سابقه
ترانه‌سرا ناشناس است. ملودی برگرفته از "Als Chursachsen das vernommen" می‌باشد. یوزف اشتراوس مارش پرنس اوژِن خود را در سال ۱۸۶۵ نوشت که از شاخصه‌های موسیقی فولکلور (آلمانی) تبعیت می‌کرد.

## متن ترانه
| شاهزاده اوژن، شوالیه نجیب‌زاده، خواست تا بازپس بگیرد برای امپراتور شهر و قلعه بلگراد را! او یک پل ساخته بود، تا از آن بتوانند عبور کنند به همراه ارتش کنار شهر.                                                 | Prinz Eugen der edle Ritter, wollt dem Kaiser wied'rum kriegen Stadt und Festung Belgerad! Er ließ schlagen eine Brukken, daß man kunt hinüberrucken .mit der Armee vor die Stadt                               |
| زمانی که پل ساخته شد، و سر بازان با توپ‌ها و ارّاده‌ها می‌توانستند از دانوب انتقال یابند، در زِملین اتراق کردند تا تُرک‌ها را عقب برانند، با شرم و خجالت                                                              | Als die Brucken nun war geschlagen, daß man kunnt mit Stuck und Wagen Frei passir'n den Donaufluß, Bei Semlin schlug man das Lager Alle Türken zu verjagen, Ihn'n zum Spott und zum Verdruß.                    |
| در روز ۲۱ اوت جاسوسی که از میان باران و طوفان رسید، وفاداری خود را تجدید کرد و به او نشان داد که ترک‌هایی که به دنبال آذوقه بودند، آنقدر زیاد بودند در حدی که کسی فکر می‌کرد که آن‌ها بالغ بر سیصد هزار تن هستند. | Am einundzwanzigsten August soeben Kam ein Spion bei Sturm und Regen, Schwur's dem Prinzen und zeigt's ihm an Daß die Türken futragieren, So viel, als man kunnt' verspüren, An die dreimalhunderttausend Mann. |
| به محض این که شاهزاده اوژِن موضوع را فهمید، او گردهم آورد ژنرال‌ها و فیلدمارشال‌هایش را. او آنها را توجیه کرد که افراد چه گونه باید آرایش بگیرند و به درستی به دشمن بتازند.                                       | Als Prinz Eugenius dies vernommen, Ließ er gleich zusammenkommen Sein' Gen'ral und Feldmarschall. Er tät sie recht instruieren, Wie man sollt' die Truppen führen Und den Feind recht greifen an.               |
| او دستور را صادر کرد و یک اسم رمز ساخت، هنگامی که دوازده زنگ در نیمه شب به صدا درآیند (زنگ ساعت دوازده). همگی باید سوار بر اسب‌های خویش شوند، نبرد چریکی را با دشمن آغاز کنند، هرکس که برایش توانی باقی مانده.  | Bei der Parol' tät er befehlen, Daß man sollt' die Zwölfe zählen, Bei der Uhr um Mitternacht. Da sollt' all's zu Pferd aufsitzen, Mit dem Feinde zu scharmützen, Was zum Streit nur hätte Kraft.                |
| همه فوراً سوار بر اسب‌های خویش شدند، شمشیرهای خود را از نیام بیرون آوردند و از اردوگاه بی هیچ سخنی به بیرون زدند. تفنگداران و شوالیه‌ها شجاعانه پیکار کردند: به راستی که چه رقص زیبایی بود!                       | Alles saß auch gleich zu Pferde, Jeder griff nach seinem Schwerte, Ganz still rückt' man aus der Schanz'. Die Musketier' wie auch die Reiter Täten alle tapfer streiten: 's war fürwahr ein schöner Tanz!       |